# Adolf Albin
Adolf Albin (* 14. September 1848 in Bukarest; † 22. März 1920 in Wien) war ein Schachmeister und -theoretiker aus Rumänien.
In dem stark besetzten Turnier 1893 in New York wurde er Zweiter hinter Emanuel Lasker. Auch an dem berühmten Turnier 1895 in Hastings nahm er teil. Albin spielte mehrere Wettkämpfe, darunter 1894 in New York gegen Jackson Whipps Showalter (7:10 bei 9 Remisen), 1900 in Wien gegen Simon Alapin (1:1 bei 4 Remisen), 1901 in Wien gegen Georg Marco (2:4 bei 4 Remisen) und 1918 in Wien gegen Richard Réti (1:1). Seine höchste historische Elo-Zahl betrug 2643 im August 1895. Zu der Zeit lag er auf Platz 15 der Weltrangliste.
Die Schachtheorie bereicherte er durch die Untersuchung eines Abspiels aus dem Damengambit, das den Namen „Albins Gegengambit“ erhalten hat (1. d2–d4 d7–d5 2. c2–c4 e7–e5). Es wurde von ihm im Jahr 1893 gegen Lasker in die Turnierpraxis eingeführt und später auch von Alexander Aljechin gelegentlich angewendet. Außerdem spielte Albin 1890 in Wien als Erster die später als Aljechin-Chatard-Angriff bekannt gewordene Variante gegen die Französische Verteidigung. Sein 1872 erschienenes Werk Amiculu Jocului de Schach war das erste Schachbuch in rumänischer Sprache.
Michael Lorenz wies in Chess Note 11752 (March 8, 2020) nach, dass Albin am 22. März 1920 starb, und nicht (wie bisher angenommen) am 1. Februar 1920.